# Toluen
Toluen, eller metylbensen (tidigare toluol), är ett aromatiskt kolväte, som i ren form är en färglös vätska med typiskt petroleumaktig lukt. Det framställs genom upprepade extraktioner eller destillationer ur stenkolstjära och numera mest ur lätta petroleumfraktioner. Toluen finns i råolja men bildas också vid reformering(en) av kolväten i oljeraffinaderier.
Toluen används, både i Sverige och resten av världen, till största delen i motorbränsle eftersom ämnet är en av de haltmässigt största enskilda komponenterna i bensin, där det ingår med 10–15 %. I Sverige renframställs ingen toluen men stora mängder bensin framställs med däri ingående toluen. Även i andra tillverkade kolväteprodukter ingår toluen, de exporteras för vidare bearbetning som syntesråvara.
Globalt har toluen stor betydelse som synteskemikalie. Det producerades 7 000 000 ton ren toluen i världen 1987. Inom EEC användes cirka 45 % för dealkylering till bensen (till vidare syntes), cirka 10 % för framställning av toluendiisocyanat (till polyuretaner) och cirka 25 % som lösningsmedel. Toluen används också vid sprängämnestillverkning, bland annat för att framställa trotyl genom nitrering av toluen.
Toluen har, liksom andra lätta aromatiska ämnen, bra lösande förmåga och används som lösningsmedel i färger, bilvårdspreparat och lim. Användningen av toluen som lösningsmedel minskar sedan flera år i Sverige. Vanlig lacknafta som innehåller 15–25 % aromater innehåller inte toluen utan mer högkokande aromater som etylmetylbensener och trimetylbensener.
Toluen återfinns ofta i stor mängd i thinner.
I många tidigare användningsområden för bensen har man idag övergått till att använda toluen som har liknande egenskaper men är mycket mindre cancerframkallande.